# پس‌کمر
پس کمر از روستاهای بخش مرزداران شهرستان سرخس در استان خراسان رضوی می‌باشد. بر اساس سرشماری سال ۱۳۸۵ جمعیت آن (۲۲۳ خانوار) ۱۱۲۱ نفر 
است.
این روستا در جنوب شهر سرخس و حاشیه کشف رود واقع شده‌است. در گزارش میرزا محمد حسن مهندس چنین آمده است.«شورچه و پس کمر از نقاطی است که جمشیدی‌ها متصرف شده اند و مواضع با اهمیتی است و عمده جنگل پسته در دامنه کوهسار شورچه و آق دربند و پس کمر است.» 
جاوید نامان روستا:خلبان علی آلیان برین، کریم درویشی، محمد رضا کرمانی، صادق خدادادی، موسی سرکوهی و حسینعلی گلاوی موخر
قدمت این روستا تقریباً ۱۱۰ سال است در حال حاضر پس کمر بزرگ‌ترین روستای حاشیه کشف رود است.
از لحاظ ترکیب قومی مردم پس کمر را سیستانی ، افغان و بلوچ  تشکیل می‌دهند.